# БПН-30 Козара
БПН-30 Козара je командни брод Речне флотиле Војске Србије и један је од најстаријих бродова који се налазе у служби на рекама у оружаним снагама света. Набављен је 1961. године из Регенсбурга у Немачкој као замена за командни брод РРМ-11 Фрушка гора.
Основна намена брода је да буде командно место и база за смештај и боравак припадника Речне флотиле Војске Србије у све три мисије. Осим функције командног брода БПН-30 Козара служи и за протоколарне почасти и пријеме за највише државне и војне званичнике, као и за обуку из навигације и бродарства свих кадрова рода речних јединица, бродарских школа и стручних установа.

## Историја
Брод је саграђен 1939. године у бродоградилишту у Линцу, у Аустрији и под именом Кримхилд пловио је под заставом немачке ратне морнарице у саставу Црноморске флоте све до краја Другог светског рата, као командни брод и брод команданта за поморске и речне снаге на сектору Дунава, Црног мора и Дњепра и брод-матица за дивизион миноловаца.
После победе савезничких снага Кримхилд је постао брод касарна Орегон, у саставу америчких снага у Регенсбургу. Демилитаризован је јуна 1946. године и додељен је предузећу Баварски Лојд из Регенсбурга.
Bрод је имао карактеристике које су се подудариле са исказаним потребама Речне ратне флотиле из 1960. године, за пловним објектом намењеним за командно место јединице и смештај припадника команде. Комисија Команде Ратне морнарице је од 6. до 15. јуна 1960. године извршила преглед брода у Регензбургу и предложила да се брод купи. У Југославију је стигао 1960. године, у замену за један теретни брод. Из листе имовине Дунавског Лојда. Брод је на доку у Доњој Градини 29. маја 1961. године уматичен и крштен именом Козара. 1962. године ушао је у флотну листу оружаних снага бивше Југославије као брод база. Од 1971. године на Козари се налази Команда Речне флотиле. Током 2013. године Козара је ремонтована и модернизована

## Опис и карактеристике

### Опис
За градњу брода коришћен је висококвалитетни челик. Брод је првобитно имао депласман од 600 тона, дужину 67 м, ширину 9,5 м и газ 1,3 м. Погонила су га два дизел-мотора марке Клокнер Хумболт-Дојц тип „РВ6-М-345”, снаге од по 294 кW, којима је развијао максималну брзину од 21 km/h. Даљина пловљења износи 6.120 км економичном брзином уз аутономност од 45 дана. За 60 година брод је укупно возио 16.850 погонских часова, тј. просечна експлоатација је била 280 часова годишње.

### Посада
Козара је бројала посаду од 47 чланова већи део своје експлоатације, али се организацијским променама током деценија службе и увођењем савременијих бродских средстава и уређаја број чланова постепено смањивао. Од реорганизације јединице спроведене током 2008. године бројно стање износи 30 чланова, уз промену и прилагођавање структуре укрцаног особља у складу са захтевима за експлоатацију новоуграђених уређаја.

### Наоружање
Временом је наоружање на броду мењано тако што су прво била постављена три троцевна бродска топа М-55/III калибра 20 мм. Ратни борбени комплет некада је износио: 10.800 комада метака 20 мм, 70 мина типа „Р-1” или 50 мина типа „КМД-2-500(с)”.

### Смештај
Козара има могућност крцања и смештаја 250 војника са личним наоружањем и опремом.

### Тактичко-техничке карактеристике БПН-30 Козара
| Тактичко-техничке карактеристике БПН-30 Козара | Тактичко-техничке карактеристике БПН-30 Козара                                     |
| Карактеристике                                 | Опис карактеристике                                                                |
| ---------------------------------------------- | ---------------------------------------------------------------------------------- |
| Намена                                         | Брод за посебне намене. Kомандни брод Речне флотиле Војске Србије                  |
| Посада                                         | 47 чланова                                                                         |
| Могућност превожења                            | 250 војника са опремом                                                             |
| Брзина низводна                                | 25 km/h                                                                            |
| Брзина узводна                                 | 15 km/h                                                                            |
| Аутономија                                     | 15 дана                                                                            |
| Депласман                                      |                                                                                    |
| стандардни                                     | 544,6 Т                                                                            |
| пуни                                           | 601,5 Т                                                                            |
| Погонска група                                 |                                                                                    |
| погонски мотори                                | два дизел-мотора марке Клокнер Хумболт-Дојц тип „РВ6-М-345”, снаге по 294 кW сваки |
| Димензије                                      |                                                                                    |
| дужина                                         | 67 m                                                                               |
| ширина                                         | 9,55 m                                                                             |
| висина                                         | 6,57 m                                                                             |
| газ                                            | 1,30 — 1,45 m                                                                      |
| Наоружање                                      |                                                                                    |
| ПВО топ                                        | 3 x 20/3 mm М55                                                                    |
| Укрцање и полагање мина                        |                                                                                    |
| сидрене мине                                   | 70 сидрених мина Р-1 или 50 мина типа „КМД-2-500(с)”                               |
| неконтактне мине                               | или 20 неконтактних мина АИМ-М82                                                   |
| ROCKAN мине                                    | или 70 ROCKAN мина                                                                 |

## Реконструкција и генерални ремонт
Од новембра 2009. до септембра 2013. у Бродоградилишту Апатин извршено је доковање Козаре и извођење радова на модификацији и генералном ремонту брода.

### Модификација бродских система
у оквиру генералног ремонта БПН-30 Козара обухватила је све системе брода: погонско-пропулзивног, електроенергетског, унутрашњих и спољних бродских веза и опремање најсавременијим навигационо-информационим системом.
На брод је уграђена нова опрема за управљање, сидрење и вез брода, навигациона и сигнална светла, систем дренаже (отпадне и техничке воде), противпожарни систем, нови танкови питке воде од укупно 22 тоне.

### Модификација погонског система
Брод покреће дизел-електрична пропулзија састављена од дизел-мотора Катерпилар са генераторима који снабдевају струјом све бродске системе и два електромотора Кончар, намењених за покретање два погонска пропелера, укупне снаге 800 кW, са којима брод развија брзину од 26 km/h.
Брод посебне намене Козара је први површински војни брод са уграђеном дизел-електричном пропулзијом у Србији и региону

### Наоружање
Уграђени лаки ракетни системи за ПВО брода условили су смањење бродског артиљеријског наоружања, тако да се данас на прамцу налази један троцевни бродски топ од 20 мм.

## Мотори технички раритет
Приликом модернизације брода Козаре оригинални мотори су демонтирани. То су једина два мотора тип РВ6-М-345 фабрике Клокнер Хумболт-Дојц из Келна који су сачувани и представљају технички раритет. Радили су 16.850 часова и функционално су исправни и данас.

## Списак команданата
У својој југословенској и српској служби на козари се променило 17 команданата. За команданте у периоду од 1960. до 1970. није познто трајање дужности.
- 1. Иван Мерчеп, капетан фрегате
- 2. Миомир Симић, поручник бојног брода
- 3. Видоје Домазетовић, капетан корвете
- 4. Вела Милутиновић, поручник бојног брода
- 5. Миливоје Димитријевић, поручник бојног брода
- 6. Димитрије Којић, поручник фрегате (1970—1972)
- 7. Миливоје Радовић, поручник бојног брода (1972—1975)
- 8. Михајло Драшковић, поручник бојног брода (1975)
- 9. Миодраг Николић, поручник бојног брода (1975—1987)
- 10. Перо Брушњак, поручник фрегате (1987—1991; 1997—2005)
- 11. Мухамед Сафраџија, капетан корвете (1991—1995)
- 12. Младен Мандић, капетан корвете (1995—1997)
- 13. Зоран Јанковић, поручник фрегате (2005—2006)
- 14. Милован Бајић, поручник фрегате (2006—2007)
- 15. Дарко Стричић, поручник корвете (2007—2012)
- 16. Душан Ристић, капетан корвете (2012—2018)
- 17. Владимир Милић, поручник фрегате (2018-)